# 水半球

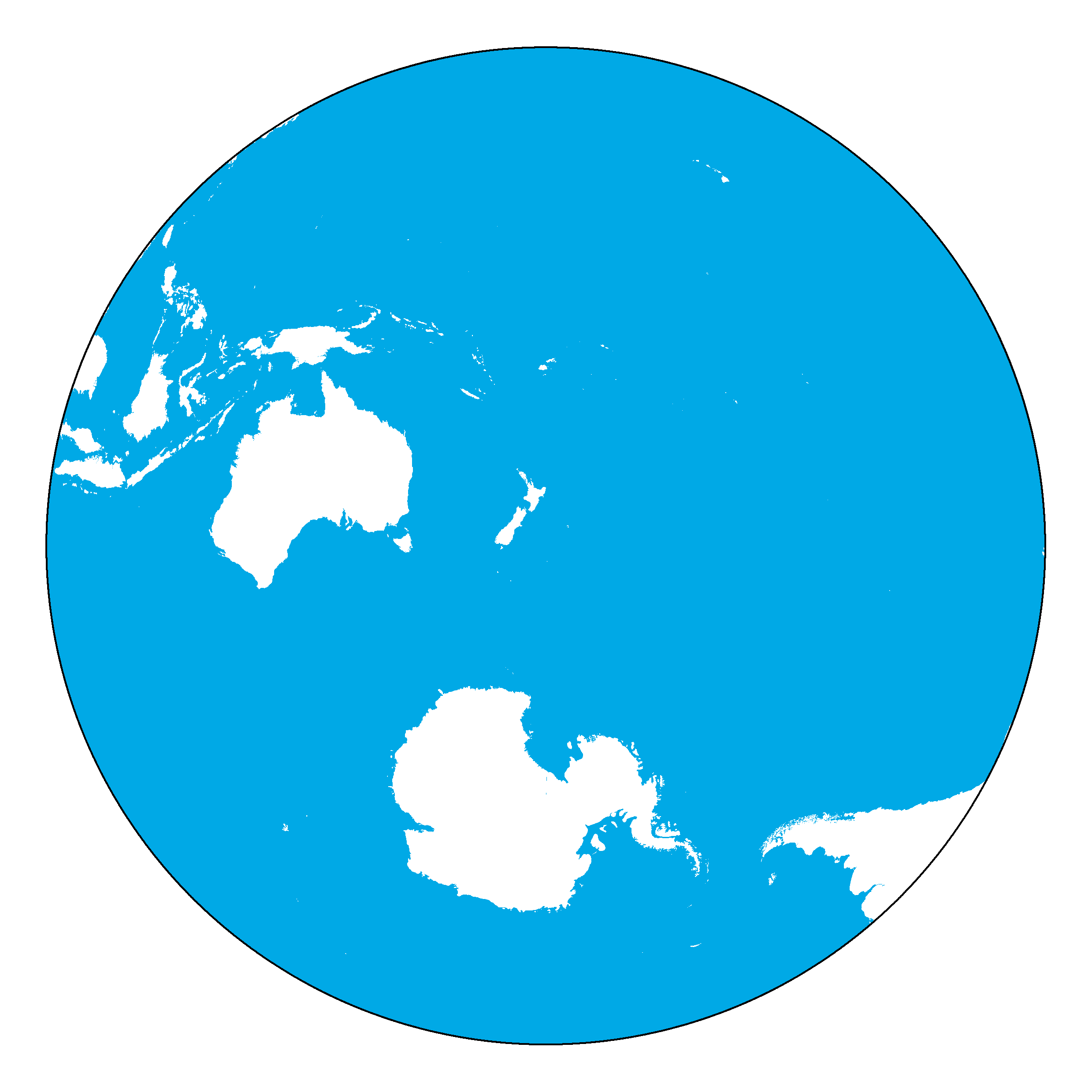
水半球

水半球是地球上以東經178°28'，南緯47°13'爲中心的半球。該中心點在紐西蘭的海面上。水半球是相對於陸半球的半球。
水半球僅有全球七分之一的陸地，包括大洋洲、南極洲、東南亞小部份、以及南美洲南部。太平洋及印度洋大部份在水半球。水半球的海洋面積遠遠大於陸地面積，但陸半球的海洋面積仍然大於陸地面積。

## 參看
- 陸半球
- 北半球
- 南半球
- 東半球
- 西半球